# Сінн Сейдж
Сінн Сейдж (англ. Sinn Sage), при народженні Рейчел Генрі (англ. Rachel Henry; нар. 4 листопада 1983 року, Арката, Каліфорнія, США) — американська порноакторка та модель.

## Біографія
Народилася в Аркаті, Каліфорнія в родині вчителів. У 14 років у неї з'явилося бажання прийти в порноіндустрію, про що написала у щоденнику. З 2002 року стала зніматися в порнофільмах і з тих пір знялася в понад 160 стрічках.
У квітні 2009 року під час катання на сноуборді сильно травмувала голову і перенесла операцію на мозку з введенням в кому.

Знімається тільки з жінками, себе ідентифікує як бісексуалка.

## Нагороди та номінації
- 2010 AVN Award номінація — Best All-Girl Group Sex Scene, Video — Belladonna's Road Trip: Cabin Fever[10]
- 2011 AVN Award номінація — Most Outrageous Sex Scene, Video — Party of Feet 2[11]
- 2012 AVN Award номінація — Best All-Girl Group Scene — Belladonna: Sexual Explorer (з Беладонною та Сарою Шевон)[12]
- 2012 AVN Award номінація — Best All-Girl Group Scene — Party of Feet 3 (з Енн Марі Ріос, Алексіс Тексіс і Крістіною Роуз)[12]
- 2012 AVN Award номінація — Most Outrageous Sex Scene — Party of Feet 3 (сцена з «Feet, Pray, Love») (з Енн Марі Ріос, Алексіс Тексіс і Крістіною Роуз)[12]
- 2013 AVN Award номінація — Best All-Girl Group Sex Scene — Girl Train 2 (з Даною ДеАрмонд і Ліою Лор)[13]
- 2013 AVN Award — Best Girl/Girl Sex Scene — Dani Daniels Dare (з Дені Деніелс)[14]